# Kocsis Máté
Kocsis Máté Sándor (Budapest, 1981. május 6. –) magyar jogász, politikus, 2010-2014 között és 2018-tól országgyűlési képviselő és a Fidesz frakcióvezető-helyettese, 2009–2018 között Budapest VIII. kerületének polgármestere, 2011-től a Fidesz budapesti alelnöke, majd 2015-től elnöke. 2018-tól a Fidesz frakcióvezetője. Kocsis Sándor MIÉP-es politikus fia.

## Tanulmányai
A budapesti Lónyay Utcai Református Gimnáziumban érettségizett 1999-ben, majd 2004-ben szerezte meg a diplomáját a Pázmány Péter Katolikus Egyetem jogi karán.
Ezt követően 2004-től 2006-ig a Századvég Politikai Iskola és a Budapesti Corvinus Egyetem közös, másoddiplomás képzésén folytatott tanulmányait politikai szakértő szakon.

## Politikai pályafutása
1999-től a Magyar Igazság és Élet Pártja ifjúsági szervezetének a tagja volt. Elmondása szerint 2-3 hónapig volt formális köze a párthoz, azonban 1998-ban lépett be a MIÉP-be, majd 1999 decemberében a MIÉP IT-be is. 2000–2006 között a Környezetvédelmi Unió nevű, zöldpártként jegyzett szélsőjobboldali civil szervezet, majd az uniós választásokra jogot nem szerző párt elnöke.
2006-ban Pesti Imre és Kubatov Gábor révén a Fidesz közelébe került, ebben az évben már a Fidesz delegáltja a Fővárosi Választási Bizottságban.
A 2006. évi önkormányzati választáson a Fidesz-KDNP színeiben Budapest VIII. Kerület Józsefvárosi Önkormányzat képviselő-testületének tagjává választják a józsefvárosi 1. számú választókörzet egyéni önkormányzati képviselőjeként.
2006 és 2009 között a Józsefvárosi Önkormányzat alpolgármestere, a Fidesz-KDNP-frakció vezetője.
2006-tól a Fővárosi Közgyűlés Fidesz-KDNP frakciószövetségének tagja, a Fővárosi Önkormányzat Jogi és Ügyrendi Bizottságának alelnöke.
2009. november 22-én először választották meg Budapest VIII. kerülete (Józsefváros) polgármesterének az időközi választáson, miután Csécsei Béla lemondott, majd 2010. október 3-án másodszor is elnyerte a tisztséget, 2014. október 12-én harmadjára is megválasztották.
A 2010. április 11-i országgyűlési választás első fordulójában szerzett országgyűlési képviselői mandátumot. 2011 februártól az Országgyűlés Nemzetbiztonsági Bizottságának elnöke.
2011 szeptemberében a Fidesz budapesti alelnökévé választották.
2012 decemberében Orbán Viktor kinevezte a Fidesz kommunikációs igazgatójának. A tisztséget 2016. szeptember 1-jéig töltötte be.
2014 novemberében megválasztotta a Fővárosi Közgyűlés önkormányzati és rendészeti tanácsnoknak. 
2015 októberében megválasztották a Fidesz budapesti elnökének.
A 2018-as országgyűlési választáson Budapest 06. számú választókerületében szerzett egyéni mandátumot, így 2018. április 17-én a két tisztség összeférhetetlensége miatt lemondott a polgármesterségről. Utóda Sára Botond lett, akit a 2019-es választáson Pikó András váltott.
2018. május 3-tól a Fidesz frakcióvezetője.

## Társadalmi szerepvállalása
A Civilek a Palotanegyedért Egyesület tagja, a Palotanegyed Újság alapítója.
2010 novemberében a Ferencvárosi Torna Club alelnöke lett, 2011. január 13-án pedig az FTC női kézilabda-szakosztály elnökségi tagja.
2011 februárjától önkormányzati jogot tanít a Pázmány Péter Katolikus Egyetem Jog- és Államtudományi Karán.
2015 áprilisában a Magyar Kézilabda Szövetség elnökének választották.

## Problémás ügyek
2011 novemberében Józsefváros Közgyűlése rendeleteket hozott a hajléktalanok ellen, amelyekkel megpróbálták őket a hajléktalanszállókra kényszeríteni. A városi tanács betiltotta a hajléktalanok dohányzását, koldulását és az utcán alvást is. A rendőrség letartóztatta A Város Mindenkié csoport aktivistáit, amikor a rendelet ellen tüntettek. A tiltakozás részeként több tucat tüntető ülősztrájkot szervezett a polgármesteri hivatalnál. Kocsis azt állította, hogy ez már „a sokadik alkalom” volt, hogy „együttműködést ajánlott fel”, de a tüntetők nem fogadták el az ajánlatát.
2013 januárjában, miután Bayer Zsolt újságíró és fideszes képviselő romaellenes szöveget írt a Magyar Hírlapban, Kocsis (a párt kommunikációs vezetője) kijelentette, hogy aki tiltakozik a cikk ellen, az „a gyilkosok oldalára áll” – vagyis a romák oldalára.
A cikk Sávoly Gergely roma bokszoló meggyilkolása után íródott, amelyben Bayer kijelentette, hogy „a cigányok jelentős része nem alkalmas arra, hogy emberek között éljen. Ők állatok. Ezeknek az állatoknak semmiképpen sem lenne szabad létezniük...”
2014 decemberében nemzetközi figyelmet keltett azzal, hogy kötelező éves drogteszteket javasolt a 12 és 18 év közötti gyermekek, politikusok és újságírók számára.

### Demeter Mária
2021-ben Demeter Mártáról, az LMP társelnökéről azt állította, hogy Demeter Márta védett személyek adatait hozta nyilvánosságra, mikor azt állította, hogy Orbán Viktor lánya katonai gépen utazott haza Ciprusról. 2022-ben Demeter pert nyert Kocsis hazugsága ellen. Demeter Mártát azonban ezzel az üggyel kapcsolatban 2022. március 18-án jogerősen elítélték hivatali visszaélés és személyes adattal való visszaélés miatt.

### Helsinki Bizottság
2015-ben a Helsinki Bizottság azt állította, hogy Kocsis Máté zaklatást követett el a Magyarországon átvonuló migránsokkal szemben. A bíróság azonban jogerősen Kocsis Máté javára döntött mind az első fokon megismételt tárgyaláson, mind az ítélőtáblán.

### Tisza Párt és Magyar Péter
A 2026-os választásokra készülve, 2025 nyarán egy MI (manipulált) videóban azt mutatta be, hogy Magyar Péter hogyan vágná át a határkerítést. Azt mondta róla, hogy Magyar „egy arcátlan hazudozó”.
2025 májusában azt állította, hogy az ukrán titkosszolgálat összejátszik a Tisza Párttal.

### Telex
Miután a független és kormánykritikus Telex.hu hazudozással vádolta Kocsist, és a Fidesz többi képviselőjét, hogy hazudni is hajlandók azért, hogy a független médiát rossz színben tüntessék fel, ő azt állította arról, hogy az a Tisza Párt propagandalapja. Az Origo weblapján beágyazott videó tanúsága alapján július 25-én több példát is felhozott arra, hogy véleménye szerint mikor torzította el a telex.hu és a 444.hu a valóságot. A telex.hu nem hozta le a videót.

## Családja
2013-ban nősült, felesége Márkus Szilvia ügyvéd. Gyermekeik: Kristóf (2014), Karolina (2017) és Kolos (2024).